# Olof Ström (1717–1775)
Olof Ström, född 1717, död 18 mars 1775 i Göteborg, var en svensk superkargör brukspatron och direktör för Ostindiska kompaniet
Han var son till Hans Olofsson (Olof) Ström (1682-1761) och Anna Elisabeth Sahlgren (omkring cirka 1680-1733), samt gift med Magdalena Grubb (1733-1802). Ström var kusin till en av Ostindiska kompaniets största intressenter Niclas Sahlgren och Johan Fredrik Ström.
Efter att ha varit superkargör i åtskilliga år övertog Ström posten som brukspatron för Gravendals bruk då fadern av hälsoskäl drog sig tillbaka 1759. Han överlät skötseln och driften av bruket till sin bror Nils 1768. I mitten av 1700-talet övertog han den av direktören Jacob von Utfall pantsatta egendomen Sävenäs säteri. En parkanläggning anlades vid säteriet mitten av 1700-talet och finns med på en lantmäterikarta från 1769, där en struktur med två lindalléer, tre dammar, en bäck och en traditionellt uppbyggd och stor rektangulär köksträdgård avbildas, men på slutet av 1700-talet var Strömmensbergs höjd obebyggd och den omgivande marken tillhörde landeriet Bagaregården. Troligen har området fått sitt namn efter Ström.